# Out Out (песня)
«Out Out» — песня британских диджеев Джоэла Корри и Джакса Джонса, при участии британской певицы Charli XCX и американской рэперши Saweetie. The single was released on 13 August 2021 by Asylum Records UK. Песня достигла шестого места в чарте UK Singles Chart.

## Предыстория
В песне присутствует семпл песни «Alors on danse» бельгийского музыканта Stromae. В своем заявлении Джоэл Корри назвал себя «огромным поклонником» «Alors on danse», сказав, что он хочет «придать ей забавный поворот летом 2021 года». Джакс Джонс сказал, что он был «большим поклонником Charli и Saweetie, наличие их в песне заставляет чувствовать её как момент с настоящей синергией».

## Отзывы критиков
Алтея Легаспи из Rolling Stone заявил, что «Out Out» был «новой композицией», где «Charli XCX и Saweetie манят всех попасть на танцпол». Грета Бреретон из NME назвала сингл «композицией с ускоренным танцевальным темпом». Джордан Роуз из Complex сказала, что композиция была «захватывающим сочетанием всех четырёх уникальных навыков» в песне, считая её «сделанной для улиц». Роуз специально похвалила Saweetie, написав, что «несмотря на отсутствие в песне каких-либо реальных основных элементов рэпа, Saweetie всё ещё способна течь над битом EDM».

## Участники записи
- Джоэла Корри – продюсер, программирование, автор
- Джакс Джонс – продюсер, программирование, автор
- Charli XCX – вокал, автор
- Saweetie – вокал, автор
- Нив Эпплбаум – продюсер, Звукорежиссёр, программирование, автор
- Льюис Томпсон – продюсер, звукорежиссёр, программирование, автор
- Кевин Грейнджер – мастеринг, сведение
- Джейни Беннетт – автор
- Камилла Перселл – автор
- Холли Флетчер – автор
- Тейлор Паркс – автор

## Чарты
| Чарт (2021–2022)                           | Высшая позиция |
| ------------------------------------------ | -------------- |
| Australia (ARIA)                           | 31             |
| Австрия (Ö3 Austria Top 40)                | 35             |
| Бельгия/Валлония (Ultratop 50)             | 17             |
| Канада (Billboard Canadian Hot 100)        | 69             |
| Канада (Billboard CHR/Top 40)              | 40             |
| СНГ (TopHit)                               | 35             |
| Croatia (HRT)                              | 31             |
| Чехия (Rádio — Top 100)                    | 38             |
| Чехия (Singles Digitál Top 100)            | 45             |
| Denmark (Tracklisten)                      | 26             |
| Европа (Billboard Euro Digital Song Sales) | 7              |
| France (SNEP)                              | 109            |
| Германия (GfK)                             | 20             |
| Мир (Billboard Global 200)                 | 52             |
| Greece (IFPI)                              | 35             |
| Венгрия (Dance Top 40)                     | 36             |
| Венгрия (Rádiós Top 40)                    | 13             |
| Венгрия (Stream Top 40)                    | 33             |
| Ирландия (IRMA)                            | 2              |
| Italy (FIMI)                               | 92             |
| Lithuania (AGATA)                          | 34             |
| Нидерланды (Dutch Top 40)                  | 24             |
| Нидерланды (Single Top 100)                | 20             |
| New Zealand Hot Singles (RMNZ)             | 27             |
| Польша (Polish Airplay Top 100)            | 7              |
| Португалия (AFP)                           | 86             |
| Romania (Airplay 100)                      | 36             |
| Задан неверный чарт Russiaradio            | 48             |
| Словакия (Rádio — Top 100)                 | 17             |
| Словакия (Singles Digitál Top 100)         | 33             |
| Sweden (Sverigetopplistan)                 | 88             |
| Швейцария (Schweizer Hitparade)            | 32             |
| Великобритания (OCC UK Singles)            | 6              |
| Великобритания (OCC UK Dance)              | 1              |
| Задан неверный чарт Ukraineradio           | 99             |
| США (Billboard Hot Dance/Electronic Songs) | 9              |

| Чарт (2021)                               | Позиция |
| ----------------------------------------- | ------- |
| Belgium (Ultratop Wallonia)               | 100     |
| Germany (Official German Charts)          | 85      |
| Ireland (IRMA)                            | 45      |
| Poland (ZPAV)                             | 100     |
| UK Singles (OCC)                          | 69      |
| US Hot Dance/Electronic Songs (Billboard) | 31      |

| Чарт (2022)                               | Позиция |
| ----------------------------------------- | ------- |
| US Hot Dance/Electronic Songs (Billboard) | 84      |

## Сертификации
| Регион                                                                      | Сертификация  | Продажи |
| --------------------------------------------------------------------------- | ------------- | ------- |
| Австралия (ARIA)                                                            | Золотой       | 35 000  |
| Австрия (IFPI Austria)                                                      | Платиновый    | 30 000  |
| Канада (Music Canada)                                                       | 2× Платиновый | 160 000 |
| Дания (IFPI Danmark)                                                        | Платиновый    | 90 000  |
| Франция (SNEP)                                                              | Золотой       | 100 000 |
| Германия (BVMI)                                                             | Золотой       | 200 000 |
| Италия (FIMI)                                                               | Платиновый    | 100 000 |
| Новая Зеландия (RMNZ)                                                       | Золотой       | 15 000  |
| Польша (ZPAV)                                                               | Платиновый    | 50 000  |
| Португалия (AFP)                                                            | Золотой       | 5000    |
| Испания (PROMUSICAE)                                                        | Золотой       | 30 000  |
| Швейцария (IFPI Switzerland)                                                | Платиновый    | 20 000  |
| Великобритания (BPI)                                                        | Платиновый    | 600 000 |
| США (RIAA)                                                                  | Золотой       | 500 000 |
| Данные о продажах + прослушиваниях приведены только на основе сертификации. |               |         |

## История релиза
| Регион | Дата            | Формат(ы)                    | Лейбл             | Примечания |
| ------ | --------------- | ---------------------------- | ----------------- | ---------- |
| Разные | 13 августа 2021 | Цифровое скачивание стриминг | Asylum Records UK | [ 61 ]     |